# Telagrion
Telagrion is een geslacht van libellen (Odonata) uit de familie van de waterjuffers (Coenagrionidae).

## Soorten
Telagrion omvat 1 soort:
- Telagrion longum Selys, 1876